# Edwin Valero
Edwin Valero (* 3. Dezember 1981 in Bolero Alto, Mérida, Venezuela; † 19. April 2010 in Valencia, Venezuela) war ein venezolanischer Profiboxer. Von August 2006 bis August 2008 war er regulärer Weltmeister der WBA im Superfedergewicht und von April 2009 bis April 2010 Weltmeister der WBC im Leichtgewicht.

## Amateurkarriere
Valero begann im Alter von 12 Jahren mit dem Boxsport und gewann 86 von 92 Amateurkämpfen. Seine größten Erfolge waren im Jahr 2000 der Gewinn der Zentralamerika- und Karibikmeisterschaften in Caracas, sowie das Erreichen des Finales bei der amerikanischen Olympiaqualifikation in Buenos Aires, wo er gegen den Brasilianer Valdemir Pereira unterlag.

## Profikarriere
Seine Profikarriere begann im Juli 2002 in Venezuela, wobei er seine ersten 18 Kämpfe jeweils durch K. o. in der ersten Runde gewinnen konnte, darunter im Februar 2006 in einer WBA-Titelausscheidung gegen Whyber Garcia (Kampfbilanz: 17-3), ein späterer zweifacher WBA-Herausforderer. Er stellte damit einen neuen Rekord für die meisten durch einen Profiboxer erzielten Erstrunden-Knockouts in Folge auf.
Am 5. August 2006 gewann er in Panama-Stadt beim Kampf um den WBA-Weltmeistertitel im Superfedergewicht durch TKO in Runde 10 gegen Vicente Mosquera (24-1), der den Titel seit April 2005 gehalten hatte. Im Anschluss gewann er jeweils Titelverteidigungen vorzeitig gegen Michael Lozada (21-3), Nobuhito Honmō (29-4), Zaid Zavaleta (16-2) und Takehiro Shimada (22-3)
Am 31. August 2008 legte er den WBA-Gürtel nieder, um in das höhere Leichtgewicht aufzusteigen. Dort gewann er in seinem ersten Kampf am 4. April 2009 in Austin durch TKO in der zweiten Runde gegen Antonio Pitalúa (47-3) den vakanten WBC-Weltmeistertitel, den er im Dezember 2009 vorzeitig gegen Hector Velázquez (51-13) und im Februar 2010 ebenfalls vorzeitig gegen Antonio DeMarco (23-1) verteidigen konnte. Inzwischen wurde er auch vom Ring Magazine auf Platz 1 der Weltrangliste geführt.

## Außerhalb des Ringes
Im Januar 2004 wurde bei Valero im Zuge einer routinemäßigen Untersuchung in New York der Verdacht einer Gehirnblutung festgestellt, welche dieser auf einen Motorradunfall aus dem Jahr 2001 zurückführte. Aufgrund dieses Untersuchungsergebnisses wurde ihm eine Kampffreigabe in den Vereinigten Staaten verwehrt. Valero, der bis dahin erst dreimal in den USA geboxt hatte, musste daraufhin in andere Länder ausweichen und bestritt mehrere seiner folgenden Kämpfe in Japan, wo er beim Promoter Teiken unter Vertrag stand. Weitere seiner WM-Kämpfe bestritt er in Panama, Mexiko und Venezuela. Im März 2008 erteilte ihm schließlich der Bundesstaat Texas eine diesbezügliche Lizenz, nachdem Valero im Februar 2008 sämtliche medizinischen Untersuchungen bestanden hatte. Sein WBC-Titelgewinn gegen Antonio Pitalúa im April 2009 in Austin blieb jedoch sein einziger, nach seiner Freigabe in den USA ausgetragener Kampf.
Am 18. April 2010, nur rund zwei Monate nach seiner Titelverteidigung gegen Antonio DeMarco, wurde Valero wegen des dringenden Verdachts des Mordes an seiner Ehefrau Jennifer Carolina festgenommen. Valero hatte gestanden, Carolina in einem Hotelzimmer in Valencia erstochen zu haben. Am nächsten Tag starb er in einem Haftraum in Carabobo durch Suizid.